# Costinha
Francisco José Rodrigues Costa, allgemein bekannt unter dem Namen Costinha [kɔʃˈtiɲɐ] (* 1. Dezember 1974 in Lissabon) ist ein ehemaliger portugiesischer Fußballspieler.

## Karriere

### Verein
Der defensive Mittelfeldspieler spielte bereits bei zahlreichen namhaften internationalen Vereinen. Seinen Durchbruch schaffte er im Ausland beim französischen Ligue-1-Vertreter AS Monaco. Mit ihnen wurde er 2000 Französischer Fußballmeister. Anschließend wechselte er wieder in die Heimat zum FC Porto. Dort feierte er seinen bisher größten Erfolg mit dem Gewinn des Weltpokals, der Champions League, den UEFA-Pokal und anderen nationalen Titeln. Im Sommer 2005 wechselte er für vier Millionen Euro Ablöse zum russischen Club Dynamo Moskau. Nach Unstimmigkeiten mit dem Vorstand wurde er im Februar 2006 suspendiert. In der Folgesaison unterzeichnete er bei Atlético Madrid, konnte in Spanien aber nie richtig Fuß fassen. Ein Jahr später wechselte er mit Ende der Transferperiode nach Italien in die Serie A. Doch auch dort hatte er in seiner ersten Saison nur einen Ligaauftritt für Atalanta Bergamo. In den nächsten zwei Saisons kam er zu keinem weiteren Spiel für Atalanta und im Februar 2010 einigte man sich auf eine einvernehmliche Vertragsauflösung. Der Portugiese beendete somit seine Karriere und wurde wenige Tage später neuer Sportdirektor bei Sporting Lissabon.

### Nationalmannschaft
Mit der Nationalmannschaft kam er bei der EM 2000, bei der EM 2004 im eigenen Land, wo er Vizeeuropameister wurde, sowie bei der Weltmeisterschaft 2006 zum Einsatz.

## Erfolge
- Französischer Supercupsieger mit der AS Monaco: 1997
- Französischer Meister mit der AS Monaco: 2000
- UEFA-Pokal-Sieger mit dem FC Porto: 2003
- Portugiesische Pokalsieger mit dem FC Porto: 2003
- Portugiesischer Supercupsieger mit dem FC Porto: 2003, 2004
- UEFA-Champions-League-Sieger mit dem FC Porto: 2004
- Weltpokalsieger mit dem FC Porto: 2004
- Portugiesischer Meister mit dem FC Porto: 2003, 2004